# Racer X
Racer X ist eine in den 1980ern von Paul Gilbert gegründete US-amerikanische Metal-Band. Der Bandname bezieht sich sowohl auf den Musikstil als auch auf einen Charakter aus dem Anime Speed Racer.

## Bandgeschichte

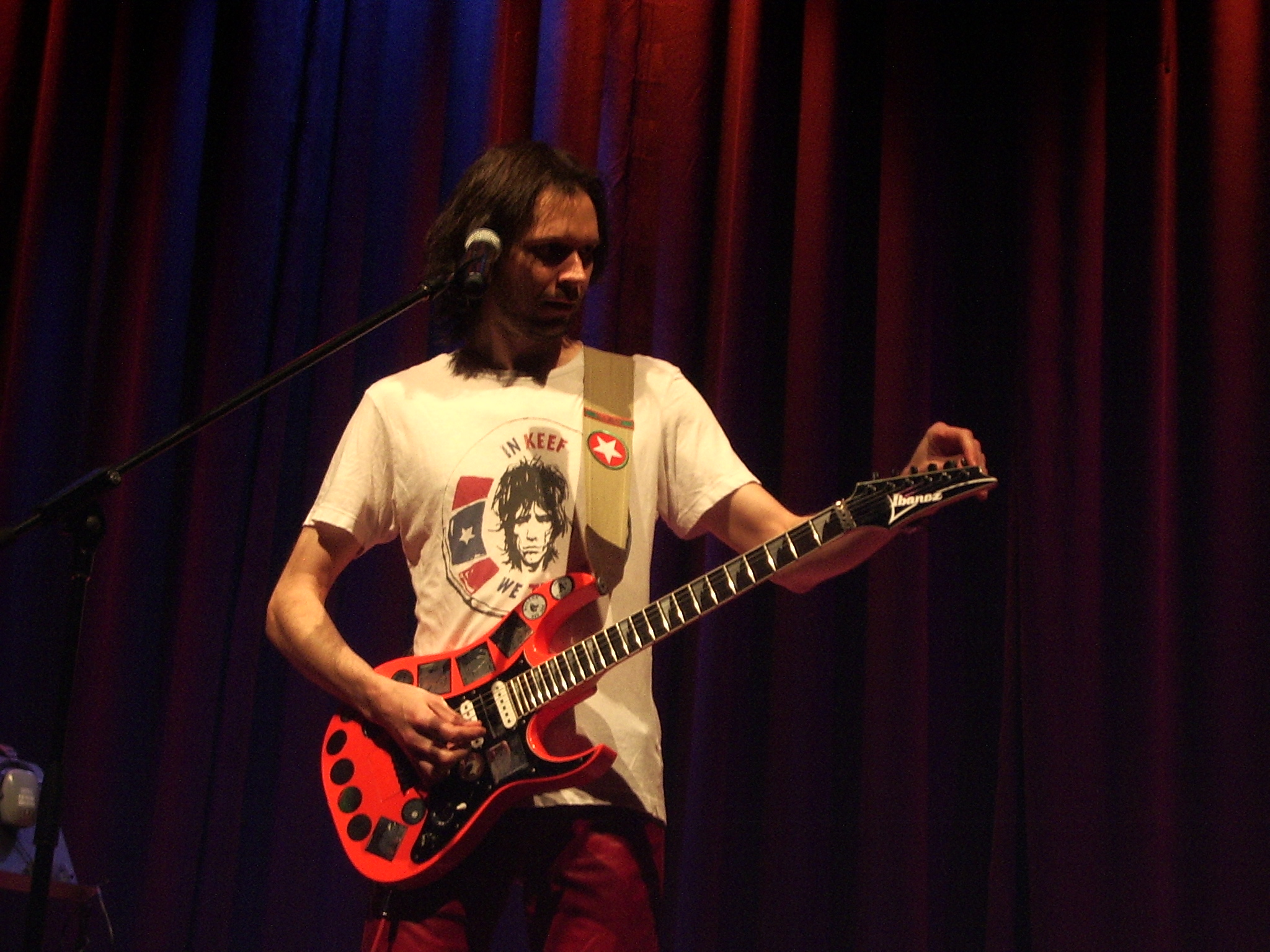
Paul Gilbert, der Gründer der Gruppe

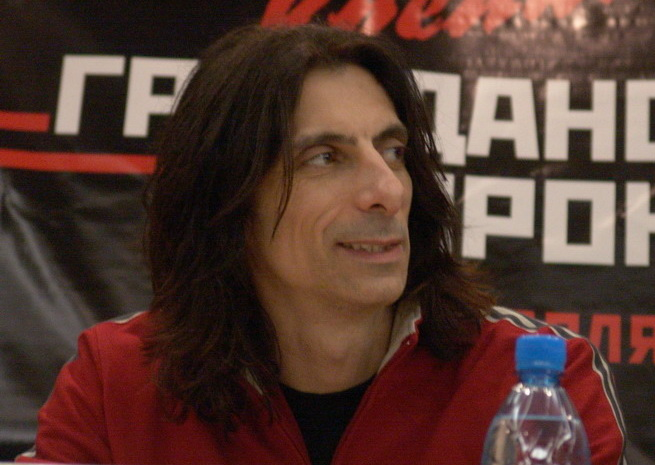
Scott Travis, Schlagzeuger

### 1985–1989
Nachdem Paul Gilbert mit Black Sheep das Album Trouble in the Streets aufgenommen hatte, bekam er von Mike Varney (Shrapnel Records) die Offerte, ein Soloalbum aufzunehmen. Zu diesem Zweck suchte er sich mit Juan Alderete (Bass), Harry Gschösser (No Bros) und Sänger Jeff Martin (ex-Surgical Steel und St. Michael) ein Line-up zusammen und startete das Projekt Racer X. 1986 erschien das Debütalbum Street Lethal. Da das Projekt gut ankam, entschloss sich Gilbert es fortzuführen. Nach Versuchen mit Todd DeVito am Schlagzeug stieg Scott Travis später als fester Schlagzeuger ein. Bruce Bouillet, ein Schüler von Gilbert, wurde zweiter Gitarrist. Das zweite Album Second Heat erschien 1987. Auf diesem Album sind der Titel Moonage Daydream, eine Coverversion des David-Bowie-Songs, sowie das bis dato unveröffentlichte Judas-Priest-Lied Heart of a Lion (aus der Turbo-Phase) enthalten.
Im Jahr 1988 verließ Gilbert Racer X, um mit dem bekannten Rockbassisten Billy Sheehan (u. a. Dave Lee Roth) die Hard-Rock-Band Mr. Big ins Leben zu rufen. Racer X wurde ohne Gilbert weitergeführt. Chris Arvan ersetzte den Gitarristen kurzzeitig und mit Jamie Brown stieg ein neuer Sänger ein. Die Veröffentlichung eines Albums blieb zu diesem Zeitpunkt aus. Stattdessen erschien im Jahr 1988 ein Livealbum unter dem Titel Extreme Volume, welches noch in der vorherigen Besetzung eingespielt worden war. Kurz danach brach die Gruppe auseinander.

### 1990er
Während Paul Gilbert mit Mr. Big zahlreiche Erfolge feiert, schaffte auch Scott Travis den endgültigen Durchbruch. Er stieg als Schlagzeuger bei der legendären Heavy-Metal-Band Judas Priest ein.

### Wiedervereinigung 1999
1999 wurde die Gruppe in der ursprünglichen Besetzung um Gilbert, Alderete, Martin und Travis neu gegründet. Das Album Technical Difficulties erschien im selben Jahr unter dem Major-Label Mascot Records. Bereits ein Jahr später erschien mit Superheroes das nächste Album. Es folgten zwei Livealben und Getting Heavier, das dritte Werk nach der Neugründung.

## Musikstil
Die frühen Racer X waren eine Power- und Speed-Metal-Band. Das erste Album erreichte in der Metal-Szene Kultstatus. Die Musik war stark vom japanischen Metal dieser Zeit beeinflusst, zum Beispiel von den Bands Loudness oder Anthem. Die Musik war sehr schnell, setzte aber auch auf Melodien. Das zweite Album Second Heat dagegen setzte auf eher kommerzielle Stücke, aber auch ein ausgefeilteres Songwriting. Nach der Reunion startete die Gruppe wieder mit einer Mischung aus den schnellen Stücken der Anfangszeit, als auch mit eher gemäßigtem Tempo. Die beiden folgenden Alben orientieren sich dagegen eher am Sleaze Rock beziehungsweise Hair Metal der 1980er Jahre.

## Diskografie
- 1986: Street Lethal
- 1987: Second Heat
- 1988: Live Extreme Volume I
- 1992: Live Extreme Volume II
- 1999: Technical Difficulties
- 2000: Superheroes
- 2001: Live at the Whiskey: Snowball of Doom
- 2002: Getting Heavier
- 2002: Live at the Yokohama: Snowball of Doom 2